# Impfondo
Impfondo   este un oraș  în  partea de nord-est a Republicii Congo,  centru administrativ al departamentului  Likouala. Port pe fluviul Oubangui cu legături navale spre Bangui și Brazzaville.